# Cephalanthus natalensis
Cephalanthus natalensis là một loài thực vật có hoa trong họ Thiến thảo. Loài này được Oliv. mô tả khoa học đầu tiên năm 1881.

## Hình ảnh

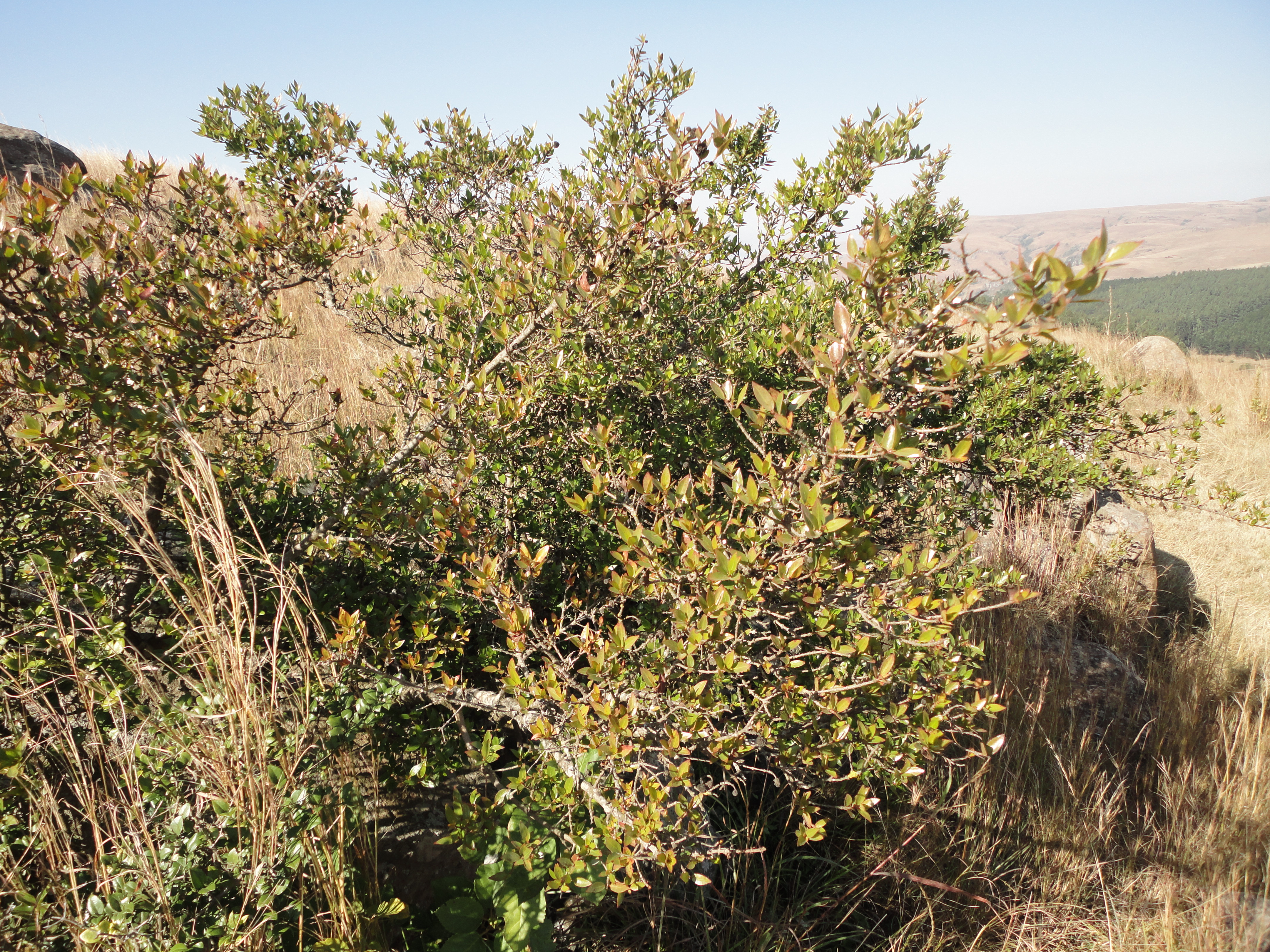
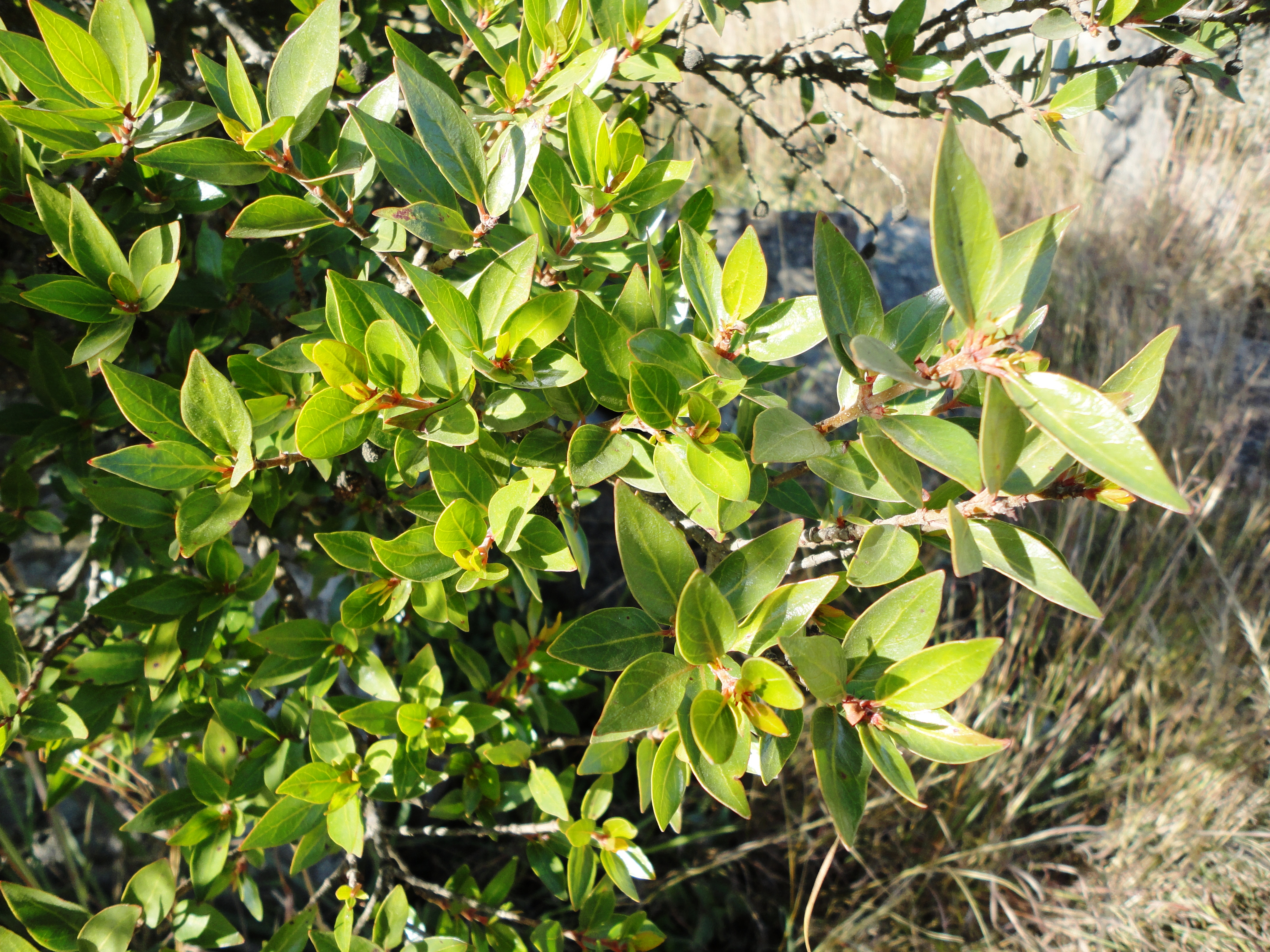